# Dream On, Dreamer
Dream On, Dreamer (abreviado DOD) fue una banda australiana de Post hardcore formada en el año 2009 oriunda de Melbourne, Victoria, Australia. 
Se formó originalmente por Marcel Gadacz (voz), Scott Mac (batería), Daniel Jungwirth (keyboard), Michael McLeod (bajo, voz) y Luke Domic (guitarra). En 2009, la banda lanzó su primer EP denominado Set Sail, Armada. Después de casi un año, publicaron su segundo EP llamado Hope￼. ￼Luego de firmar contratos con [[UNFD]] y Rise Records, lanzaron su primer álbum de estudio Heartbound en agosto de 2011, seguido por su segundo disco Loveless en 2013. Su tercer álbum Songs Of Soulitude fue publicado en noviembre de 2015 como lanzamiento independiente. El 25 de mayo de 2018 la banda publica otro lanzamiento independiente llamado It Comes And Goes. Dream On Dreamer ya ha realizado giras por Australia, América del Norte, Europa y Japón. El grupo ha actuado con Pierce the Veil, We Came as Romans, The Devil Wears Prada, Memphis May Fire, Avenged Sevenfold, Sleeping with Sirens y Being as an Ocean.

## Discografía

### Álbumes
| Año  | Detalles | Puestos en las listas de sintonía | Puestos en las listas de sintonía | Puestos en las listas de sintonía | Puestos en las listas de sintonía | Puestos en las listas de sintonía |
| Año  | Detalles | US                                | UK                                | AU                                | DE                                |                                   |
| ---- | --- | --------------------------------- | --------------------------------- | --------------------------------- | --------------------------------- | --------------------------------- |
| 2011 | Heartbound - Lanzamiento: 21 de agosto de 2011 - Discografía: Rise, UNFD - Formato: CD, Descargar                                 | —                                 | —                                 | 39                                | —                                 |                                   |
| 2013 | Loveless - Lanzamiento: 28 de junio de 2013 - Discografía: UNFD - Formato: CD, Descargar                                          | —                                 | —                                 | 28                                | —                                 |                                   |
| 2015 | Songs of Soulitude - Lanzamiento: 23 de noviembre de 2015 - Discografía: TBA - Formato: CD, Descargar                             | —                                 | —                                 | —                                 | —                                 |                                   |
| 2018 | It Comes and Goes - Lanzamiento: 25 de mayo de 2018 - Discografía: Independiente - Formato: CD, Descargar                         | —                                 | —                                 | —                                 | —                                 |                                   |
| 2020 | What If I Told You It Doesn't Get Better - Lanzamiento: 10 de abril de 2020 - Discografía: Independiente - Formato: CD, Descargar | —                                 | —                                 | —                                 | —                                 |                                   |

### EP
| Año  | Detalle del EP |
| ---- | --- |
| 2009 | Sails Set, Armada - Lanzamiento: 3 de julio de 2009 - Discografía: Auto-producción - Formato: Descargar                      |
| 2010 | Hope - Lanzamiento: 4 de julio de 2010 - Discografía: Boomtown Records, Triple Vision Entertainment - Formato: CD, Descargar |

## Miembros
Miembros actuales
- Marcel Gadacz – voz gutural (2008–presente), batería, (2019-presente), voz limpia (2015-presente)
- Zachary Britt – guitarra rítmica, voz limpia, teclados, sintetizadores, piano (2013–presente)
- Callan Orr – guitarra líder (2008–presente), coros (2013-presente)
- Chris Shaw – bajo (2014–presente)

Miembros anteriores
- Aaron Fiocca – batería (2008–2015)
- Dylan Kuiper – batería (2015–2018)
- Michael McLeod – bajo, voz limpia (2008–2013)
- Luke Domic – guitarra rítmica (2008–2013)
- Daniel Jungwirth – teclados, sintetizadores, piano (2008–2013), bajo (2013–2014)

Timeline

## Premios
- ARIA Music Awards
  - 2011: Hard Rock/Metal Album of the Year (nominado)